# جيمس إتش دويل
جيمس إتش دويل (بالإنجليزية: James H. Doyle)‏ هو ضابط أمريكي، ولد في 22 أغسطس 1897 في جامايكا ‏ في الولايات المتحدة، وتوفي في 1982 في أوكلاند في الولايات المتحدة.